# Jules Brunfaut

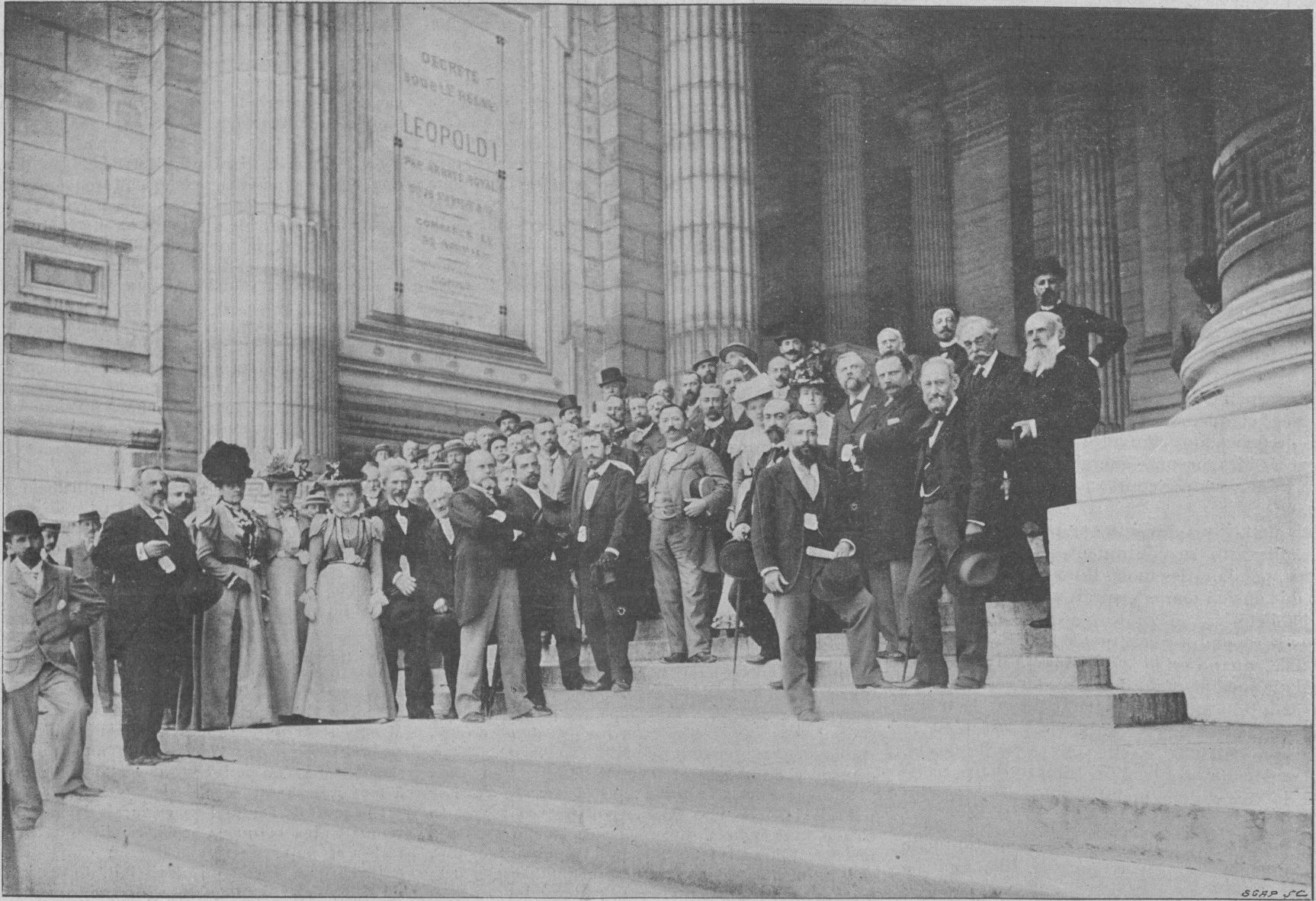
Congres van architecten te Brussel in 1897, voor het door Joseph Poelaert gebouwde justitiepaleis. Men ziet Jules Brunfaut in het midden van de brede rij, ietwat zijdelings gericht, gekleed in het zwart, met een hoed in de linkerhand.

Jules Brunfaut (Brussel, 16 november 1852 – 4 januari 1942) was een Belgisch architect.
Hij was een toonaangevend Brussels bouwmeester met een omvangrijk œuvre dat gerekend wordt tot het historisme. Voor zijn vriend Edouard Hannon maakte hij een uitzondering en bouwde hij het zogenaamde Hotel Hannon, een prachtig art-nouveau-herenhuis in Sint-Gillis.

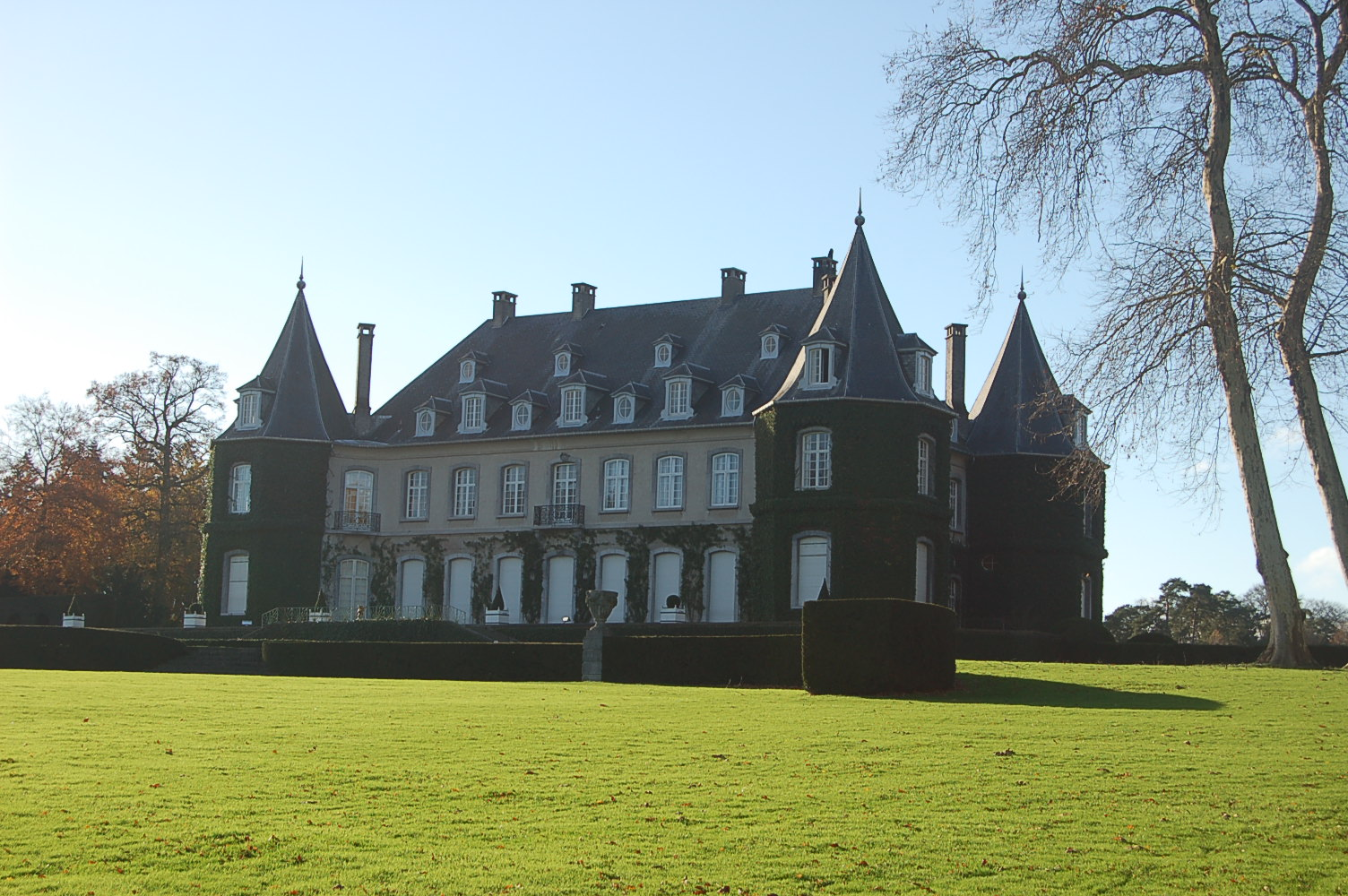
Kasteel Solvay (Kasteel van Terhulpen)

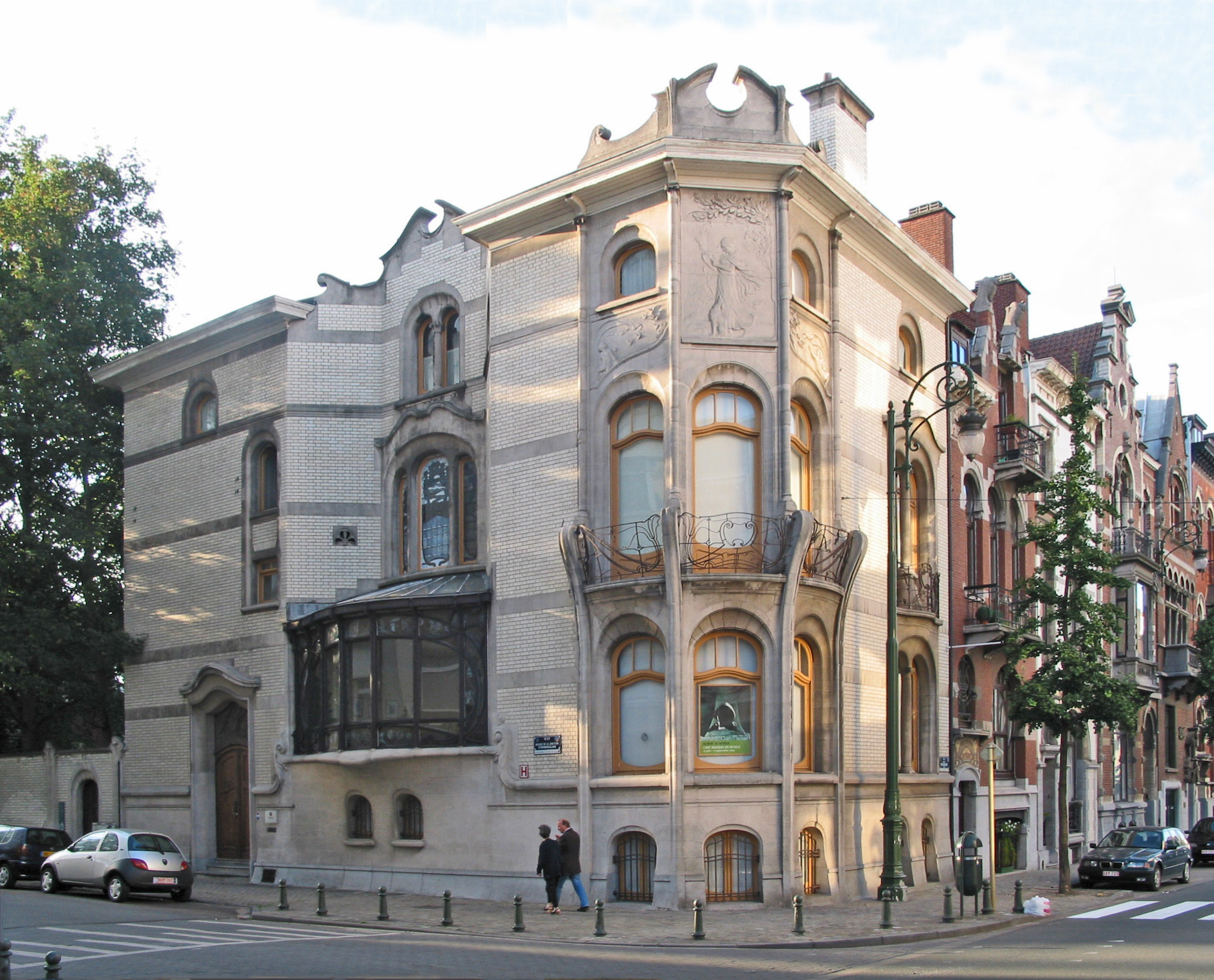
Hotel Hannon te Sint-Gillis, gebouwd in 1903

## Leven
Jules Brunfaut zag het levenslicht in een pand aan de Grasmarkt, in het hartje van Brussel. Geboortig van een Waalse familie van Doornikse oorsprong en gevestigd in Ieper, volgde hij de middelbare studiën aan het Koninklijk Atheneüm te Brussel.
Nadien studeerde hij aan de School voor burgerlijke  bouwkunst van de Gentse Universiteit. Uit dit milieu van beoefenaars der exacte wetenschappen putte hij zijn principes van logica en rede.
Nadien vestigde hij zich te Brussel. Terwijl hij er lessen volgde aan de Academie voor Schone Kunsten, met name bij Felix Laureys (1820-1897), deed hij praktische ervaring op bij architect Hendrik Beyaert (1823-1894) van wie hij later (in 1908) de biografie schreef.
In 1879 kon Jules Brunfaut genieten van een studiebeurs. Deze werd door de Belgische regering toegekend aan laureaten van een wedstrijd ter bevordering van de “Decoratieve Kunsten”. In het kader van deze toelage verkoos Brunfaut in de leer te gaan bij de Nationale School voor Schone Kunsten te Parijs. Dit stelde hem in staat kennis te maken met de bouw- en decoratieve opvattingen uit het verleden. Hij zag er zijn vrienden van de Koninklijke Academie voor Schone Kunsten van Brussel terug, met name: Ernest Acker, George De Larabie en Oscar Raquez. Dezen bezorgden hem regelmatig het lessenrooster, aangezien Brunfaut een vrije leerling was.
Van 1879 tot 1881 volgde Brunfaut lessen bij de architecten Henri Magne, de Taigne, alsook bij tekenaar-graveur Charles Blanc en bij Henri Mathieu.
Hij bleef zijn kennis vergroten dank zij een verblijf op het Italiaanse vasteland, te weten: in Florence, Rome, Venetië, evenals op het eiland Sicilië, namelijk: in Agrigento, Selinunte, Palermo en Monreale (van 1881 tot 1882).
Van deze reizen hield hij een map schetsen over, die hem later nuttig waren voor het ontwerpen van decoratieve elementen aanleunende bij de Renaissance en de Oudheid.
De opgedane kennis wierp inderdaad vruchten af, want in 1889 deed de heer J. Burnay beroep op Jules Brunfaut voor de bouw van een eigen woning in Lissabon, evenals voor de restauratie van de Quinta do Trinidale in Seixal.
Als gevolg daarvan verbleef Brunfaut een tijd in Portugal, waar hij eveneens een woning bouwde voor de heer L. Ribeiro, en een kunstgalerij inrichtte voor graaf Daupias.
In Brussel weergekeerd, ontwikkelde Brunfaut burgerhuizen, herenhuizen, kastelen, villa's, nutsgebouwen, en tevens industriële constructies voor de gebroeders Alfred - en Ernest Solvay. Daarenboven richtte hij expositiepaviljoenen op, zowel in het buitenland als in België, en dit vanaf 1880 tot 1919. Daarna sloot hij zijn kantoor teneinde samen met zijn echtgenote en zijn drie kinderen reizen te ondernemen.
Hij was immers in 1892 in het huwelijk getreden met Victorine Castaigne (°1867, † 1930), een nakomelinge van de Zeven geslachten van Brussel: geslacht ‘’Serhuyghs’’. Voorts besteedde hij aandacht aan zijn geschriften en aan vergaderingen van de commissie waarvan hij deel uitmaakte. Hij was met name lid van de Koninklijke Academie voor Wetenschappen, Letteren en Schone Kunsten van België (thans Koninklijke Vlaamse Academie van België voor Wetenschappen en Kunsten), afdeling Schone Kunsten.
Brunfaut overleed op 4 januari 1942 in zijn particuliere woning aan de Molièrelaan nr. 104 te Vorst (Brussel), aan de gevolgen van een slepende ziekte.

## Belangrijke werken
- 1902-1903: Hotel Hannon. In België was zijn eerste verwezenlijking (die wellicht ook het langst zal herinnerd worden) in art-nouveau-stijl de woning “Hotel Hannon”, gelegen op het grondgebied van de gemeente Sint-Gillis. Dit herenhuis werd gebouwd ten behoeve van de heer Édouard Hannon die ingenieur was bij de gebroeders Solvay, maar tevens kunstschilder was, kunstcriticus en fotograaf. De betrokkene vertrouwde de bouw van zijn huis toe aan zijn beste jeugdvriend Jules Brunfaut, en vroeg hem de woonst op te richten in de art-nouveau-stijl waarvan hij liefhebber was. Dit vormde voor Jules Brunfaut enigszins een moeilijkheid vermits hij zich veeleer bekwaamd had in de historisme-bouwstijl en  tot dan toe slechts in de marge aandacht had besteed aan art nouveau. Om die reden deed Brunfaut beroep op verscheidene kunstenaars voor de binneninrichting evenals voor de verfraaiing (binnen en buiten) van het gebouw.
- 1905: Verbouwing van het Kasteel Solvay in Terhulpen in opdracht van Marie Masson, de weduwe van Alfred Solvay.
- Einde 19-de eeuw / aanvang 20-ste eeuw: Bouw van een huis naast de residentie en atelier van Victor Horta (Amerikaansestraat 27, Sint-Gillis)[2]. In 2010 werd dit pand door de gemeente aangekocht en verbouwd tot museum. Het zal samen met de woning en het atelier van Horta één geheel vormen.

- Gemeinsame Normdatei: 138400970
- International Standard Name Identifier: 0000 0003 8258 5673
- Union List of Artist Names: 500226173
- Virtual International Authority File: 208561478
- WorldCat: E39PBJdgWjfmJhXXyWxjc34g8C